# Moribayah
Moribayah est une sous-préfecture de la préfecture de Kankan, dans la région du même nom en Guinée.
Le chef lieu est Moribayah.

## Subdivision administrative
Maribayah est composer de deux districts.
| Districts        | Secteurs                       |
| ---------------- | ------------------------------ |
| Moribayah centre | Dembaya, Filigbé et Termet     |
| Maléah           | Simmébounyi et Carrefour samed |